# Moyenne de puissance

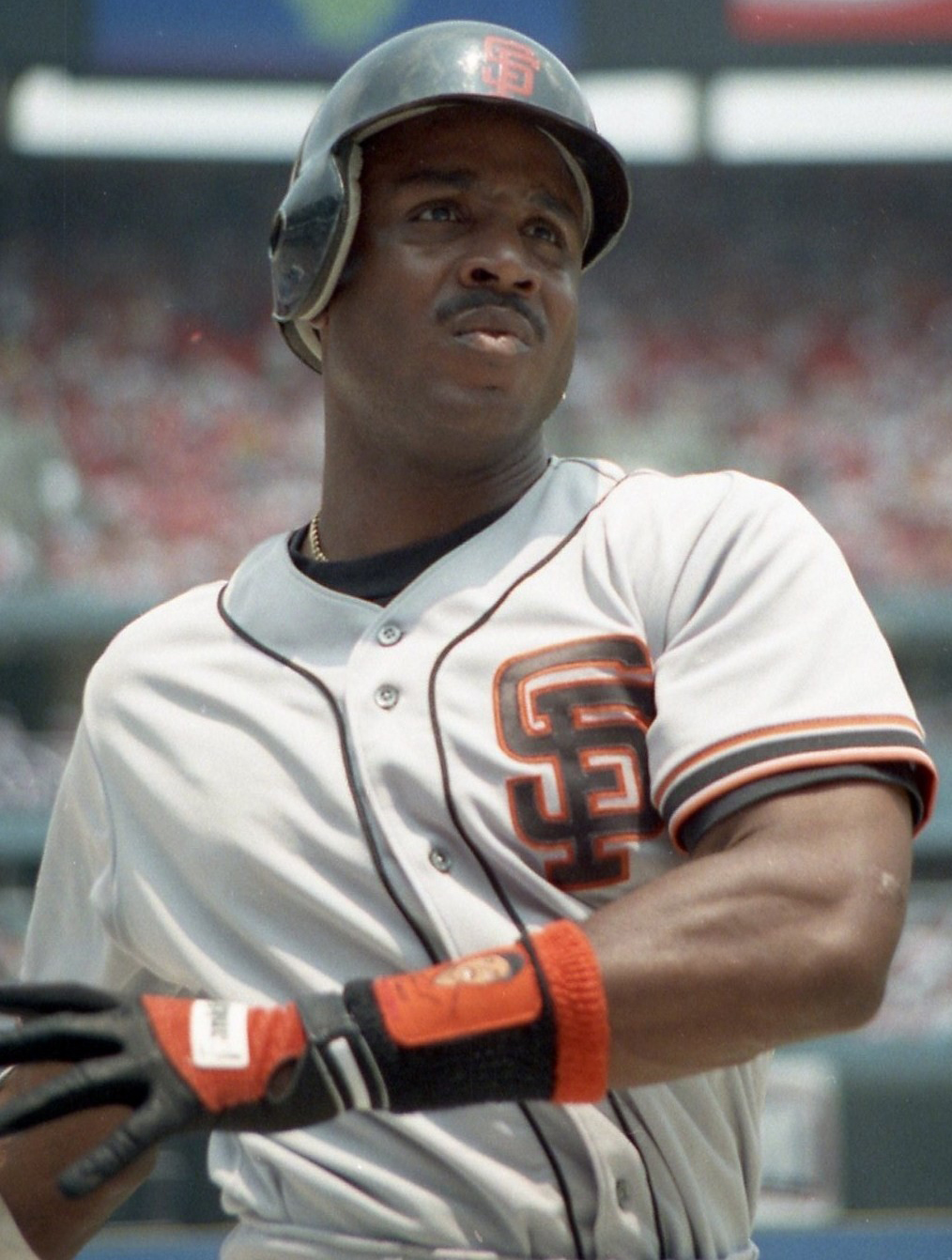
En 2001, Barry Bonds a établi le record pour la meilleure moyenne de puissance en une saison dans les Ligues majeures de baseball.

La moyenne de puissance est une statistique au baseball. 
Elle détermine la puissance au bâton d'un frappeur.

## Formule
La formule mathématique pour calculer la moyenne de puissance est la suivante :
{\displaystyle SLG={\frac {({\mathit {1B}})+(2\times {\mathit {2B}})+(3\times {\mathit {3B}})+(4\times {\mathit {HR}})}{AB}}}
La moyenne de puissance, représentée par l'abréviation anglaise SLG (pour slugging average), est donc calculée en additionnant le nombre de buts accumulés par le joueur, puis en divisant ce total par le nombre de présences officielles au bâton (AB) du frappeur.
Dans la formule ci-dessus, 1B représente les simples (coups sûrs bons pour un but); 2B les doubles (coups de deux buts); 3B les triples (coups de trois buts); HR les coups de circuit (home-runs). À noter que ce total est divisé par le nombre de présences au bâton officielles, c'est-à-dire que les buts obtenus en soutirant un but-sur-balles ou en étant atteint par un lancer ne sont pas inclus dans le calcul. Les frappeurs retirés après avoir déposé un amorti-sacrifice ou frappé un ballon-sacrifice ne sont pas non plus pénalisés, puisque ces deux situations ne sont pas comptées comme étant des présences au bâton officielles.

### Exemple
Lors de la saison 1920 des Ligues majeures de baseball, Babe Ruth obtint 458 présences officielles au bâton. Il frappa 172 coups sûrs, qui se divisèrent ainsi : 73 simples, 36 doubles, 9 triples et 54 circuits. Le total des buts s'additionne de la façon suivante : (73 x 1) + (36 x 2) + (9 x 3) + (54 x 4) = 388. Ce total de buts (388) divisé par le nombre de présences au bâton (458) donne à Ruth une moyenne de puissance de ,847.

## Utilité
Alors que la moyenne au bâton ne calcule que le nombre de coups sûrs par rapport au nombre de présences au bâton officielles, la moyenne de puissance permet de déterminer avec plus de précision le type de frappeur auquel on a affaire puisque chaque coup sûr est détaillé selon le total de buts qui est gagné par l'équipe.
La moyenne de puissance est souvent mise en relation avec la moyenne de présence sur les buts, qui comptabilise en plus les buts gagnés en soutirant, par exemple, un but-sur-balles. Ces deux dernières statistiques étaient peu mentionnées au baseball avant les années 1990, la moyenne au bâton lui étant privilégiée. Depuis, il est plus fréquent de voir les trois moyennes associées à un joueur lorsque l'on analyse ses statistiques et le public y est par conséquent plus familier.

## Records

### Ligues majeures de baseball
Babe Ruth, des Yankees de New York, fut de 1920 à 2001 le détenteur du record pour la moyenne de puissance (,847) la plus élevée en une saison dans les Ligues majeures de baseball. La marque fut brisée en 2001 par Barry Bonds des Giants de San Francisco qui obtint un total de 411 buts en 476 présences au bâton, c'est-à-dire une moyenne de puissance de ,863, la plus élevée de tous les temps.
Le record pour la plus haute moyenne de puissance en carrière dans les Ligues majeures de baseball appartient à Babe Ruth (,689). En 2009, le joueur actif dans les majeures présentant la moyenne de puissance la plus élevée depuis le début de sa carrière est Albert Pujols (,629).

## Moyenne de puissance parfaite
La moyenne de puissance la plus élevée qu'un joueur puisse présenter est de 4,000. Ce chiffre ne peut être atteint qu'à condition que toutes les présences au bâton officielles du frappeur se terminent par un coup de circuit. 
S'il est possible d'afficher une moyenne parfaite (en date de 2009, 99 joueurs des Ligues majeures l'ont atteint en début de carrière), elle est virtuellement impossible à conserver sur une longue période. Tous les joueurs ayant frappé dans une moyenne de puissance de 4,000 ont vu cette moyenne chuter dès leur seconde apparition officielle au marbre. 
En 2008, Félix Hernández, un lanceur des Mariners de Seattle, a frappé un grand chelem (un circuit bon pour quatre points) à son unique présence au bâton officielle de l'année. Sa moyenne de puissance pour la saison 2008 fut donc de 4,000.